# 1chan!/1BAN!
『1chan!』（いっちゃん）は、北海道放送（HBCテレビ）で毎週金曜日22時55分（『金曜ドラマ』の後）と日曜日12時55分に放送されていた番組宣伝ミニ番組である。『1BAN!』（いちばん）は、同局で毎週木曜日深夜・土曜日・日曜日午後に放送されていた番組宣伝ミニ番組である。2006年4月1日放送開始。

## 1chan! 番組放送内容
- 放送スケジュール - ドラマ、バラエティなどの番組の宣伝と情報を放送。
- プレゼント - 『金曜ドラマ』『日曜劇場』などのグッズ、クオカードなどが当たるプレゼントコーナー。応募は葉書とEメール。

## 1BAN! 番組放送内容
- 日立 世界・ふしぎ発見!
- 日曜劇場
- ワールドカップ情報
- 情熱大陸
- HBCのCM
- ほか

| スタブアイコン | サブスタブ | この項目は、まだ閲覧者の調べものの参照としては役立たない、テレビ番組に関連した書きかけの項目です。この項目を加筆・訂正などしてくださる協力者を求めています（P:テレビ/PJ:放送または配信の番組）。 |